# Amber Stocks
Pour les articles homonymes, voir Stocks (homonymie).
Amber Stocks, née en 1978 à Pickerington (Ohio), est une joueuse et entraîneuse américaine de basket-ball.

## Biographie
Elle remporte le championnat de la Conference USA durant son année senior en 1999 avec les Bearcats de Cincinnati. Elle reçoit quatre fois les félicitations académiques, mais est aussi nommée trois fois meilleure défenseure de l'équipe. Elle est diplômée en promotion de la santé, d'éducation physique et de fitness. Elle y pratique également l'athlétisme. Elle dispute un total de 116 rencontres avec 99 titularisations de 1995 à 1999.
Sa sœur Tamara Stocks, née en 1979, est étudiante avec les Gators de la Floride  et fait une courte apparition professionnelle durant la saison WNBA 2001.
Après avoir été impliquée dans la préparation physique au cours de ses études avec les Bearcats, elle supervise durant la saison 1999-2000 la préparation physique des Fighting Irish de Notre-Dame dans sept disciplines dont les équipes de basket-ball masculine et féminine.
Elle passe ensuite deux saisons comme directrice des opérations basket-ball des Volunteers du Tennessee, qui sont deux fois championnes de la Southeastern Conference. En 2000-2001, elle est assistante chargée notamment du recrutement, puis active sur le jeu. L'équipe dirigée par Pat Summitt atteint le Final Four 2002.
Assistant coach de Kevin McGuff aux Musketeers de Xavier de 2002 à 2009, après une pause pendant la saison 2006-2007. Elle épouse James Whitford, alors assistant de l'équipe masculine de Xavier. Elle enregistre cinq saisons à 20 victoires et plus et six qualifications pour le tournoi final.
Elle est entraineuse principale des Tucson Heat Basketball Association en Arizona de 2009 à 2013, puis est pendant deux ans analyste des championnats NCAA masculin et féminin pour les chaînes ESPN3 et Big East Digital Network. Elle engagée par Penny Toler comme entraîneuse assistante de Brian Agler aux Sparks de Los Angeles pour la saison WNBA 2015.
Après un bilan de seulement 14 victoires pour 20 revers en 2015, les Sparks passent à un bilan de 26-8 pour la saison WNBA 2016 et un titre championnes après une victoire sur le Lynx du Minnesota lors des Finales WNBA. Stocks joue un rôle-clé dans le recrutement et la stratégie de préparation. 
Elle est engagée le 13 décembre 2016 comme entraîneuse et manageuse générale plus tard par le Sky de Chicago où elle remplace Pokey Chatman renvoyée par le Sky mais rapidement réengagée par le Fever de l'Indiana.
À l'issue de la saison WNBA 2018, elle est remerciée par la franchise, le Sky n'ayant affiché ces deux dernières saisons que des bilans négatifs avec 12 victoires et 22 , puis 13 victoires et 21 défaites.

## Club entraîneuse

### NCAA
- 2002-2006: Musketeers de Xavier (assistante)
- 2007-2009: Musketeers de Xavier (assistante)

### WNBA
- 2015-2016 : Sparks de Los Angeles (assistante)
- 2017-2018 : Sky de Chicago

## Palmarès

### NCAA
- Championne de la Southeastern Conference (2001, 2002, assistante)
- Qualification au Final Four (2002, assistante)

### WNBA
- Championne WNBA (2016[3], assistante)